# Claude Dielna
Claude Pierre Marie Dielna (* 14. prosince 1987, Clichy-la-Garenne, Francie) je francouzský fotbalový obránce původem z Guadeloupe, hráč klubu Sheffield Wednesday FC.
Jeho bratranci jsou fotbalisté Ronald Zubar a Stéphane Zubar.

## Klubová kariéra
- SM Caen (mládež)[1]
- FC Lorient 2006–2008
- FC Istres 2008–2012
- Olympiacos FC 2012–2014
- →  CS Sedan (hostování) 2012–2013
- →  AC Ajaccio (hostování) 2013–2014[1]
- Sheffield Wednesday FC 2014–
- →  ŠK Slovan Bratislava 2016[3][4]